# Caulophryne polynema
Caulophryne polynema är en fiskart som beskrevs av Regan, 1930. Caulophryne polynema ingår i släktet Caulophryne och familjen Caulophrynidae. Inga underarter finns listade i Catalogue of Life.